# Jorge Luis Campos
Jorge Luis Campos (11 d'agost de 1970) és un exfutbolista paraguaià.

## Selecció del Paraguai
Va formar part de l'equip paraguaià a la Copa del Món de 1998.